# Lover's Remixez
『Lover's Remixez』（ラバーズ・リキシーズ）は、2013年12月18日に発売されたINFINITY16のリミックスアルバム。

## 概要
- INFINITY16結成20周年へのカウントダウン企画として、オーケストラ･アレンジされたINFINITY16のラブソング12曲を収録したリミックスアルバム。

## 収録曲
1. Dream Lover welcomez 湘南乃風, MINMI, MOOMIN
1stシングル。
2. ずっと君と… welcomez TEE & hiroko from mihimaru GT
9thシングル
3. 愛してる welcomez 若旦那
8thシングル。
4. 雨のち晴れ welcomez MINMI & JAY'ED
11thシングル
5. LONELY BOY welcomez RIDDIM HUNTER
3rdアルバム『LOVE』収録。
6. 真冬のオリオン welcomez MINMI & 西野カナ
ベストアルバム『INFINITY16 BEST』収録。
7. 線香花火 welcomez GOKI
5thシングル。
8. 星屑の夜 welcomez Ms.OOJA
4thアルバム『MY LIFE』収録。
9. LOVIN' YOU welcomez 導楽
2ndアルバム『Welcomez』収録。
10. 伝えたい事がこんなあるのに welcomez 若旦那 from 湘南乃風 & JAY'ED
7thシングル。
なおこの音源は8thシングル『愛してる』のカップリングとして収録されていた。
11. あなたが好き welcomez MUNEHIRO
3rdアルバム『LOVE』収録。
12. ごめんね welcomez YU-A
3rdアルバム『LOVE』収録。